# Dendrolimus pini
Dendrolimus pini és una espècie de lepidòpter ditrisi de la família dels lasiocàmpids (Lasiocampidae), present a tot Europa fins a la regió del llac Baikal a Sibèria, fins a 1.500 m d'altitud. El mascle té una envergadura de 23 a 30 mm. Habita en boscos alimentant-se de fulles de Pinus, Abies, Picea, Larix i Juniperus. Vola de juny a setembre, en una sola generació.

## Història
Com altres espècies d'arnes, aquest lasiocàmpid està retrocedint; abans havia estat considerat nociu per les plantacions de pi.
L'entomòleg francès J. Macquart el va descriure el 1851 com segueix: "les erugues es desclouen durant l'agost, es propaguen pel fullatge i el roseguen fins al novembre. Així, arribades a la meitat del seu desenvolupament, es retiren sota la molsa als peus dels arbres. En arribar la primavera retornen als pins i comencen els seus estralls fins al juny, quan filen un capoll molt sòlid i passen a la fase de pupa".
J. Macquart també les va descriure com els insectes més "perillosos" per les coníferes. Segons ell, l'eruga podia devastar boscos sencers: "Aquesta espècie s'estén a vegades fins al punt que exerceix una immensa devastació i que requereix els mitjans més forts per a la seva destrucció. A Alemanya, arriben a cremar grans àrees per salvar boscos sencers".

## Galeria

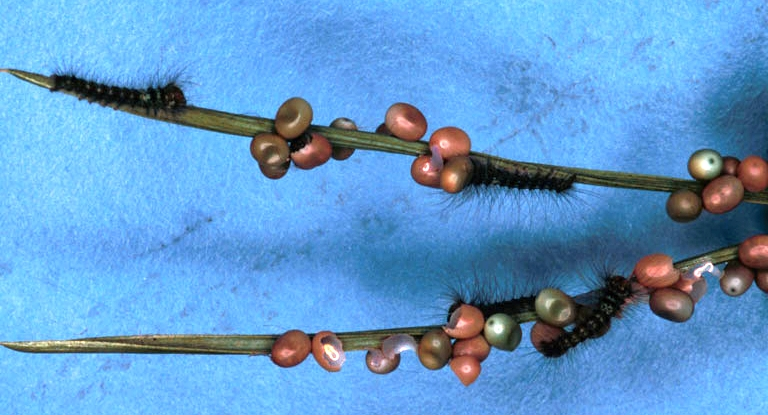
Ous i larves
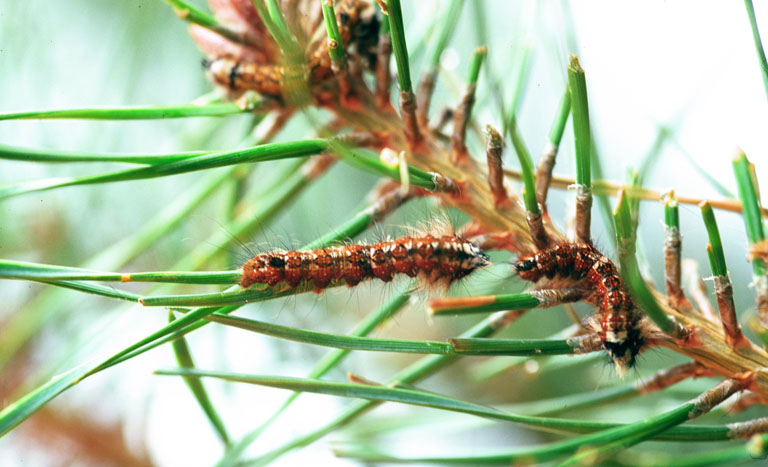
Larva
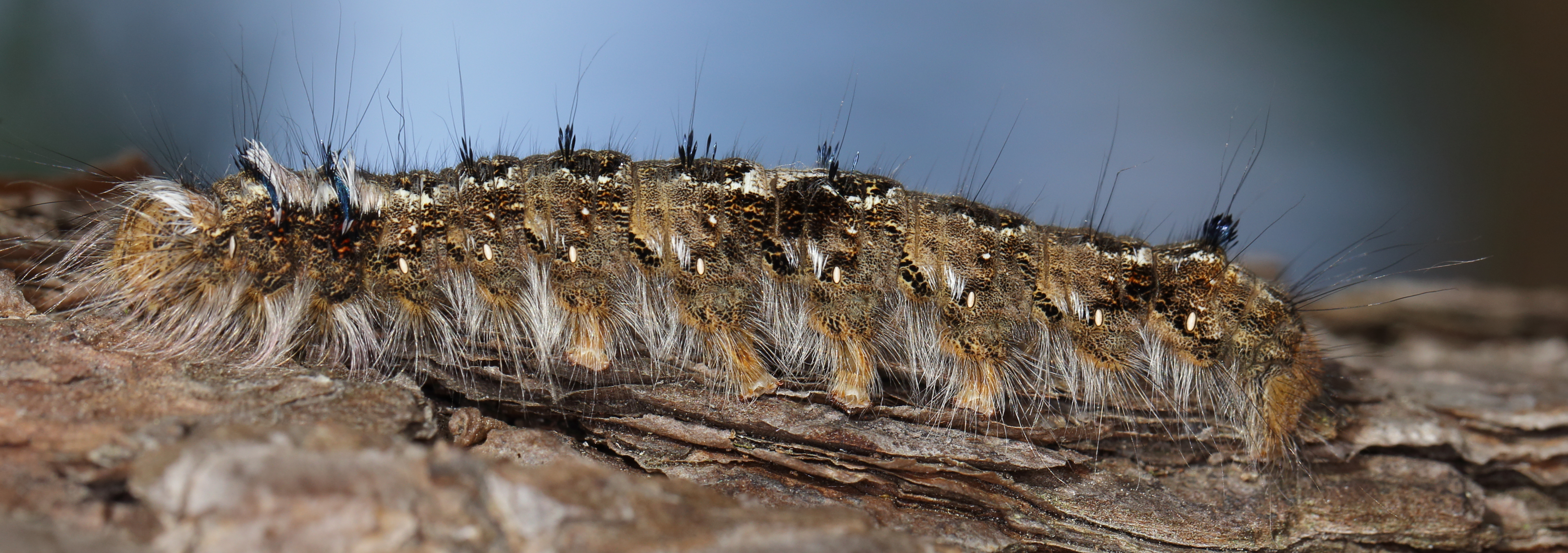
Larva
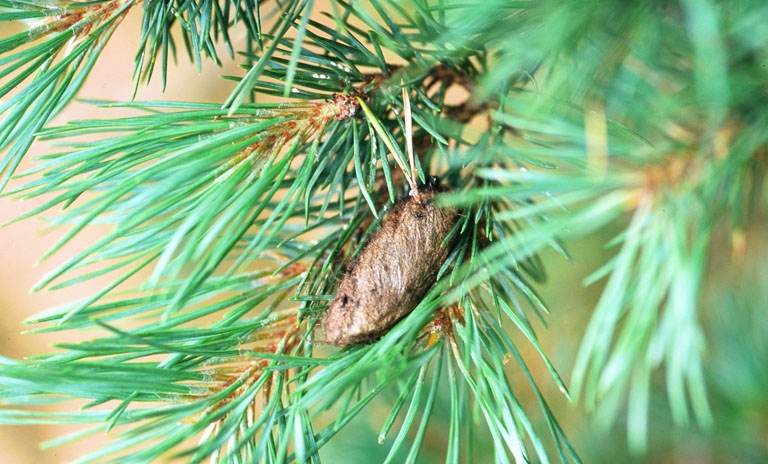
Pupa
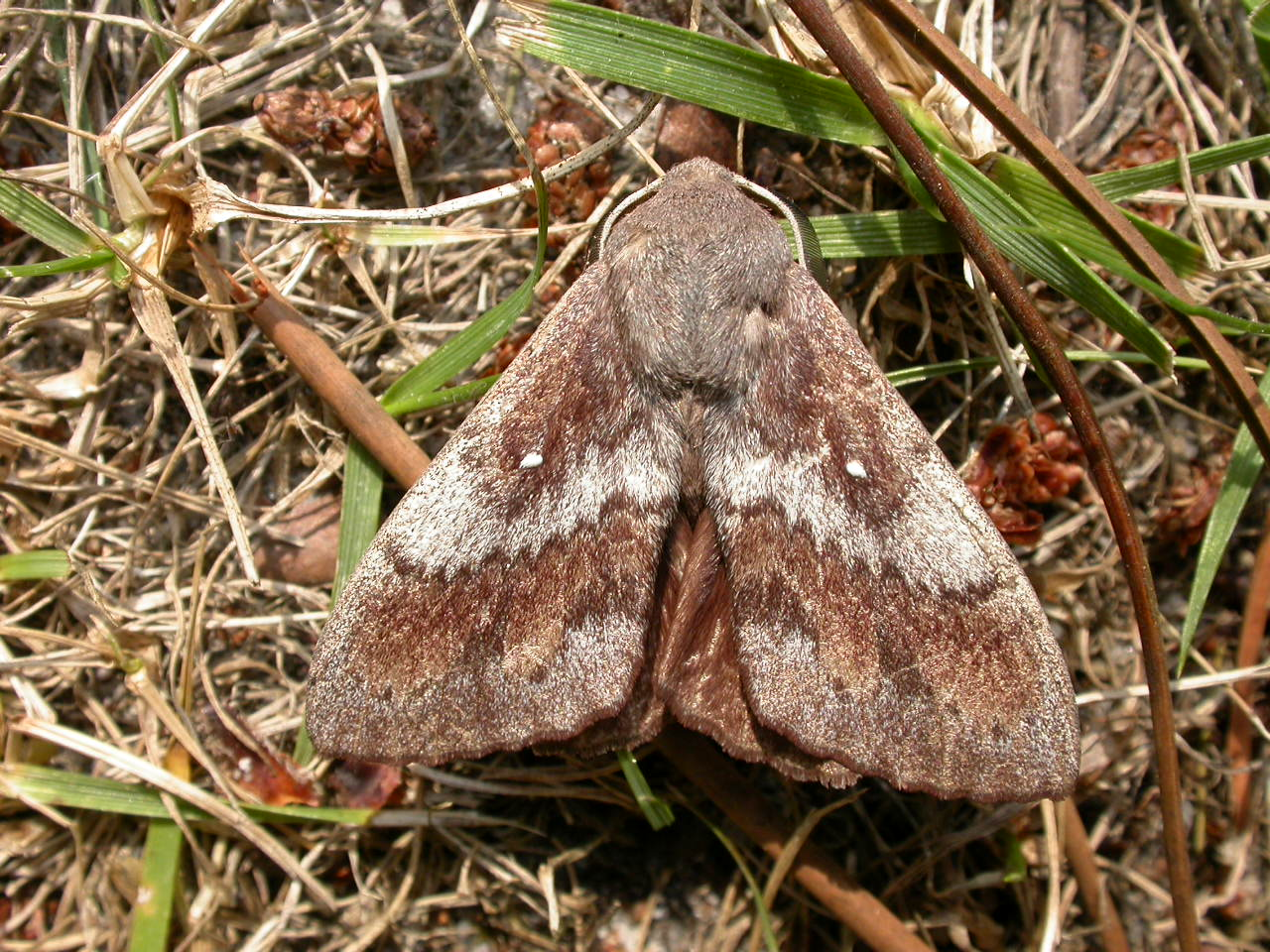
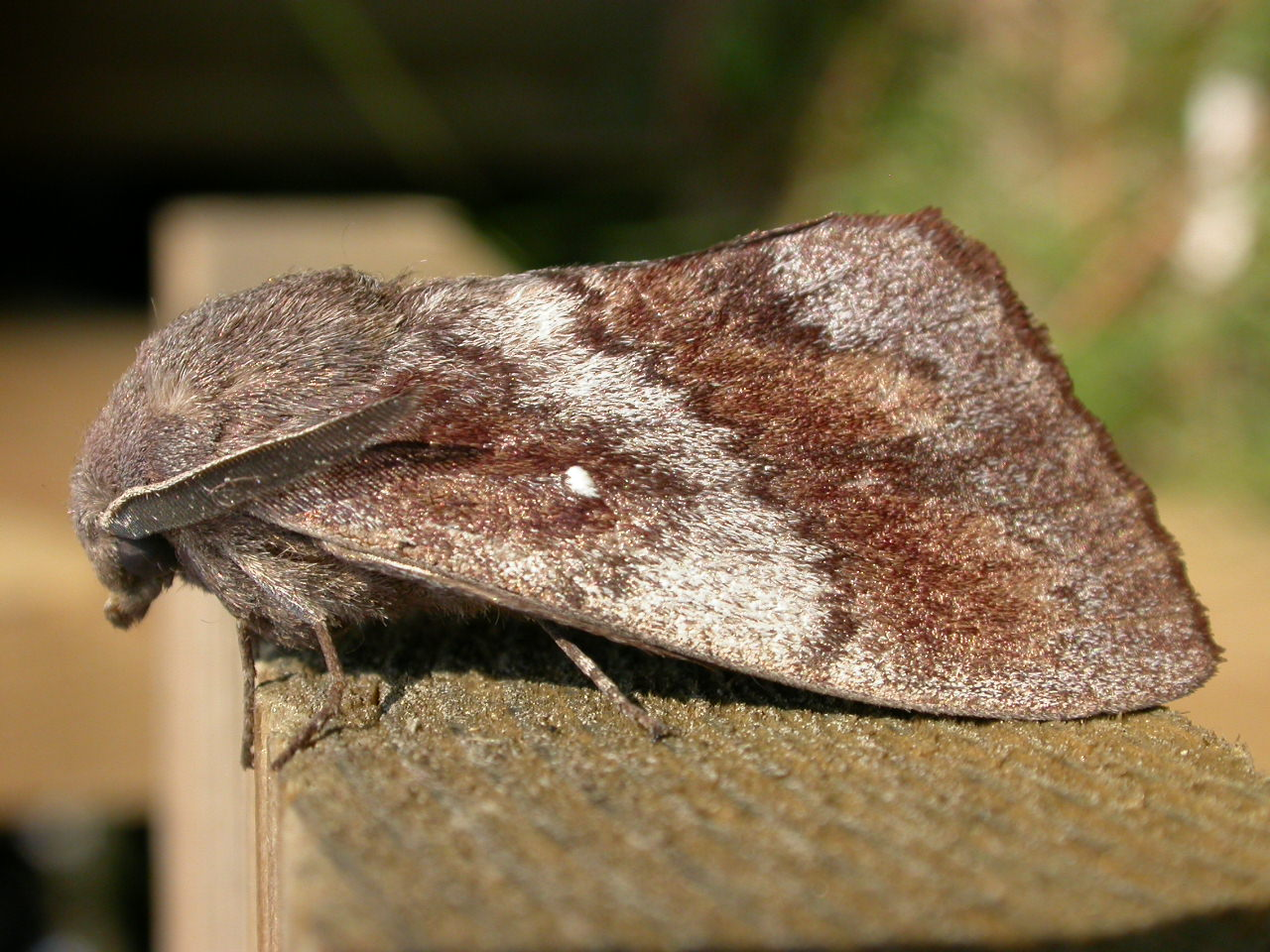